# Moholt
Moholt is een onderdeel van het stadsdeel Lerkendal in de Noorse gemeente Trondheim. In Moholt wonen relatief veel studenten. Het wordt doorsneden door de E6. Daarnaast bevindt zich hier de Moholt kirkegård, een van de grootste begraafplaatsen van Trondheim.